# U (SAB)
U är ett signum i SAB.

## UNaturvetenskap
- Ua Astronomi
  - Uaa Universum
    - Uaab Galaxer
      - Uaaba Vintergatan
      - Uaabb Magellanska molnen

    - Uaac Stjärnhopar och associationer
    - Uaaf Interstellära mediet

  - Uab Solsystemet
    - Uaba Solen
    - Uabb Planeter (Utom Jorden)
    - Uabd Jorden
    - Uabe Månen
    - Uabf Kometer
    - Uabg Meteorer, zodiakljus och solvind

  - Uac Stjärnor
    - Uacc Dubbel- och multipelstjärnor
    - Uacd Variabla stjärnor

  - Uae Praktisk astronomi
    - Uaeo Optisk astronomi
    - Uaer Radioastronomi
    - Uaeö Övriga observationsmetoder

  - Uaf Tidmätning
    - Uafa Almanackor

  - Uag Celest mekanik
  - Uah Sfärisk astronomi och positionsastronomi
  - Uai Astrofysik
    - Uaia Relativistisk astrofysik
- Ub Geofysik
  - Uba Meteorologi
    - Ubaa Atmosfärens sammansättning, struktur och mekanik
    - Ubab Lufttemperatur och strålning
    - Ubac Lufttryck
    - Ubad Luftströmmar och vindsystem
    - Ubae Stormar
    - Ubag Luftfuktighet
    - Ubah Speciella fenomen i atmosfären
    - Ubai Praktisk meteorologi
    - Ubaj Klimatologi

  - Ubb Oceanografi och hydrologi
    - Ubba Oceanografi
      - Ubbaa Havsvattnets egenskaper
      - Ubbab Maringeologi
      - Ubbad Havsströmmar, vågor, tidvatten

    - Ubbb Hydrologi
      - Ubbbc Sjöar
      - Ubbbd Floder, älvar, åar
      - Ubbbg Grundvatten

  - Ubc Geodesi
    - Ubcf Fotogrammetri
    - Ubcg Gravitationsmätning
    - Ubci Lantmäteri och fältmätning

  - Ubd Jordmagnetism
    - Ubdd Magnetosfär och jonosfär

  - Ube Vulkaner och jordbävningar
    - Ubea Vulkaner
    - Ubeb Jordbävningarar
- Uc Fysik och Kemi
  - Ucb Mekanik
    - Ucba Fasta kroppars mekanik
    - Ucbb Fluidmekanik

  - Ucc Fysik
    - Ucca Akustik
    - Uccb Optik
    - Uccc Värmelära
    - Uccd Elektricitet och magnetism
      - Uccda Elektricitet
      - Uccdb Magnetism

    - Ucce Teoretisk och matematisk fysik
      - Uccea Relativitetsteori
      - Ucceb Kvantfysik och fältteori
      - Uccec Statistisk mekanik
      - Ucced Fysikens matematiska metoder

    - Uccg Fasta tillståndets fysik
      - Uccgc Ytor, gränsytor och tunna skikt

    - Ucch Vätskors fysik
    - Ucci Gasfysik
    - Uccj Plasmafysik

  - Ucd Molekyl-, Atom-, Kärn- och Partikelfysik
    - Ucdb Strålningsfysik: allmänt
    - Ucdc Atom- och molekylfysik
    - Ucdg Kärn- och partikelfysik
      - Ucdga Partikelfysik
      - Ucdgc Atomkärnor och kärnstrukturer
      - Ucdge Kärnreaktioner
      - Ucdgf Radioaktivitet

  - Uce Kemi
    - Ucea Oorganisk kemi
      - Uceaa Särskilda grundämnen

    - Uceb Organisk kemi
      - Uceba Synteser och reaktioner
      - Ucebb Organiska föreningar: allmänt
      - Ucebc Alifatiska och cykliska föreningar
      - Ucebh Naturämnen
      - Ucebj Polymerer

    - Ucee Teoretisk och fysikalisk kemi
      - Uceea Aggregationstillståndens kemi
      - Uceeb Molekyl- och atomstruktur
      - Uceee Kvantkemi
      - Uceef Fysikalisk kemi

    - Ucef Analytisk kemi
      - Ucefa Optiska metoder
      - Ucefb Termiska metoder
      - Ucefc Elektromagnetiska metoder
      - Ucefd Radiokemiska metoder
      - Ucefe Kromatografi
      - Ucefs Gasanalys
- Ud Geologi och Paleontologi
  - Uda Allmän och historisk geologi
    - Udaa Endogena processer
    - Udac Exogena processer
      - Udacg Glaciologi

    - Udad Geomorfologi
    - Udae Historisk geologi
      - Udaea Prekambrium
      - Udaeb Paleozoikum
      - Udaef Mesozoikum
      - Udaeh Kenozoikum

  - Udb Paleontologi
    - Udba Paleobotanik
      - Udbae Fanerogamer (Fröväxter)
      - Udbah Kryptogamer (Sporväxter)

    - Udbb Paleozoologi
      - Udbbe Vertebrata (Ryggradsdjur)
      - Udbbh Evertebrata (Ryggradslösa djur)

  - Udt Geokemi
  - Udu Mineralogi
    - Udua Allmän mineralogi och kristallografi
    - Udub Särskilda mineral
    - Uduc Meteoriter

  - Udv Petrologi
    - Udva Eruptiva bergarter
    - Udvd Metamorfa bergarter
    - Udve Sedimentära bergarter

  - Udx Ekonomisk geologi
    - Udxb Förekomster av mineraliska brännmaterial
    - Udxc Järnmalmsförekomster
    - Udxd Förekomster av metaller och halvmetaller
    - Udxe Förekomster av värdefull sten
    - Udxf Vattenförekomster
    - Udxg Förekomster av värdefulla jordarter
    - Udxh Förekomster av ädelstenar
    - Udxö Förekomster av övriga värdefulla mineral
- Ue Biologi
  - Ue.0 Särskilda biologiska aspekter och delområden
    - Ue.02 Bioteknik
    - Ue.03 Anatomi
      - Ue.033 Histologi
      - Ue.034 Embryologi
      - Ue.039 Cytologi

    - Ue.04 Fysiologi
      - Ue.041 Cirkulation
      - Ue.042 Respiration
      - Ue.043 Näringslära och metabolism
      - Ue.044 Sekretion och exkretion
      - Ue.046 Fortplantning
      - Ue.047 Rörelse, sinnen och motorik
      - Ue.048 Biofysik och biokemi
      - Ue.049 Molekylärbiologi

    - Ue.05 Ekologi
      - Ue.051 Populationsekologi
      - Ue.052 Synekologi
      - Ue.055 Marinekologi
      - Ue.056 Ekosystem på land

    - Ue.07 Biogeografi
    - Ue.08 Marinbiologi
      - Ue.082 Havens växt- och djurvärld
      - Ue.084 Sötvattnens växt- och djurvärld

  - Uea Utvecklingslära och genetik
    - Ueaa Utvecklingslära
    - Ueab Genetik
      - Ueaba Genteknik

  - Ueb Fysisk antropologi
    - Ueba Den förhistoriska människan

  - Uec Mikrobiologi
    - Ueca Bakteriologi
    - Uecb Virologi

  - Ued Bioteknik
- Uf Botanik
  - Uf.0 Särskilda botaniska aspekter och delområden
    - Uf.01 Systematik
    - Uf.02 Växtkonservering och -preparering
    - Uf.03 Växtanatomi och morfologi
      - Uf.033 Histologi
      - Uf.034 Embryologi
      - Uf.035 Palynologi
      - Uf.039 Cytologi

    - Uf.04 Växtfysiologi
    - Uf.05 Växtekologi
    - Uf.06 Växtpatologi
    - Uf.07 Växtgeografi
    - Uf.08 Vattnens växtvärld
      - Uf.081 Havens växtvärld
      - Uf.082 Sötvattnens växtvärld

  - Ufa Särskilda grupper av växter
    - Ufaa Vedartade växter
    - Ufab Nyttoväxter
    - Ufac Giftiga växter

  - Ufe Fanerogamer (Fröväxter): allmänt
  - Uff Gömfröväxter
    - Uffa Tvåhjärtbladiga växter
    - Uffb Enhjärtbladiga växter

  - Ufg Nakenfröiga växter
    - Ufga Barrväxter

  - Ufh Kryptogamer
    - Ufha Ormbunksväxter
    - Ufhb Mossor
      - Ufhba Bladmossor
      - Ufhbb Levermossor

    - Ufhc Alger
      - Ufhca Grönalger
      - Ufhcb Euglenider och dinoflagellater
      - Ufhcc Brunalger
      - Ufhcd Rödalger
      - Ufhce Guldalger, gulgrönalger och kiselalger
      - Ufhcf Blågrönalger

    - Ufhd Lavar
    - Ufhe Svampar
      - Ufhea Giftiga svampar
      - Ufhed Basidiesvampar
      - Ufhee Sporsäcksvampar
      - Ufhef Ofullständiga svampar
      - Ufheg Kopplingssvampar
      - Ufheh Slemsvampar
- Ug Zoologi
  - Ug.0 Särskilda zoologiska aspekter och delområden
    - Ug.01 Systematik
    - Ug.02 Djurkonservering och preparering
    - Ug.03 Djuranatomi och morfologi
      - Ug.033 Histologi
      - Ug.034 Embryologi
      - Ug.039 Cytologi

    - Ug.04 Djurfysiologi
    - Ug.05 Djurekologi och -psykologi
    - Ug.06 Djurpatologi
    - Ug.07 Djurgeografi
    - Ug.08 Vattnens djurvärld

  - Uge Ryggradsdjur
  - Ugf Däggdjur
    - Ugfa Primater
    - Ugfb Rovdjur
      - Ugfbb Sälar

    - Ugfc Partåiga och uddatåiga hovdjur
    - Ugfd Elefantdjur och hyraxar
    - Ugfe Valar
    - Ugff Fladdermöss, pälsfladdrare och insektsätare
    - Ugfg Gnagare och hardjur
    - Ugfh Myrkottar och trögdjur
    - Ugfi Pungdjur
    - Ugfj Kloakdjur
    - Ugfk Sirendjur (sjökor)

  - Ugg Fåglar
    - Ugga Tättingar
    - Uggb Hackspettartade fåglar
    - Uggc Musfåglar, trogoner och praktfåglar
    - Uggd Seglarfåglar
    - Ugge Skärrfåglar och Ugglor
    - Uggf Gökfåglar
    - Uggg Papegojfåglar
    - Uggh Duvfåglar
    - Uggi Vadarfåglar
    - Uggj Tran- och rallfåglar
    - Uggk Hönsfåglar
    - Uggl Rovfåglar
    - Uggm Andfåglar
    - Uggn Storkfåglar
    - Uggo Pelikanfåglar och petrellfåglar
    - Uggp Doppingar och lommar
    - Uggr Stubbstjärthöns och strutsfåglar
    - Uggs Pingviner
    - Uggt Flamingor

  - Ugh Kräldjur och groddjur
    - Ugha Kräldjur: allmänt
    - Ughb Krokodildjur
    - Ughc Sköldpaddor
    - Ughd Ormar
    - Ughe Ödlor och bryggödlor
    - Ughf Groddjur: allmänt
    - Ughg Stjärtgroddjur
    - Ughh Stjärtlösa groddjur

  - Ugi Fiskar och rundmunnar
    - Ugia Äkta benfiskar
    - Ugib Benganoider, broskganoider och lungfiskar
    - Ugic Hajfiskar
    - Ugid Fengäddfiskar och lobfeniga fiskar
    - Ugie Rundmunnar

  - Ugj Ryggradslösa djur
    - Ugja Deuterostomer
      - Ugjaa Lansettfiskar
      - Ugjab Pilmaskar och skäggmaskar
      - Ugjac Tagghudingar
      - Ugjad Svalgsträngsdjur

    - Ugjb Insekter
      - Ugjba Steklar
      - Ugjbb Fjärilar, nattsländor och näbbsländor
      - Ugjbc Tvåvingar och loppor
      - Ugjbd Skalbaggar och vridvingar
      - Ugjbe Nätvingar
      - Ugjbf Halvvingar
      - Ugjbg Tripsar
      - Ugjbh Löss och stövsländor
      - Ugjbi Hopprätvingar
      - Ugjbj Bäcksländor och spinnfotingar
      - Ugjbk Kackerlackor, bönsyrsor och termiter
      - Ugjbl Trollsländor och dagsländor
      - Ugjbm Vinglösa insekter

    - Ugjc Leddjur, trögkrypare och klomaskar
      - Ugjca Mångfotingar
      - Ugjcb Trögkrypare och klomaskar
      - Ugjcc Palpkäkar (Spindeldjur)

    - Ugjd Kräftdjur
      - Ugjda Sköldkräftor
      - Ugjdb Storkräftor
      - Ugjdc Rankfotingar och karplöss
      - Ugjdd Hoppkräftor och mystacocarida
      - Ugjde Musselkräftor
      - Ugjdf Bladfotingar, gälbladfotingar och cephalocarida

    - Ugje Blötdjur
      - Ugjea Bläckfiskar
      - Ugjeb Snäckor och tandsnäckor
      - Ugjec Urmollusker, ledsnäckor och maskmollusker
      - Ugjed Musslor

    - Ugjf Armfotingar, mossdjur och hästskomaskar
    - Ugjg Maskar
      - Ugjgb Havsborstmaskar
      - Ugjgc Fåborstmaskar
      - Ugjgd Iglar
      - Ugjge Ringmaskar
      - Ugjgf Rundmaskar och tagelmaskar
      - Ugjgg Hjuldjur
      - Ugjgh Bägardjur
      - Ugjgi Plattmaskar och slemmaskar

    - Ugji Nässeldjur, kammaneter och mesozoer
    - Ugjj Svampdjur
    - Ugjk Urdjur
      - Ugjka Infusionsdjur
      - Ugjkb Gisseldjur
      - Ugjkc Amöbadjur
      - Ugjkd Spordjur
- Uh Miljöfrågor och Naturskydd
  - Uha Miljöekonomi
  - Uhb Humanekologi
  - Uhc Föroreningsfrågor
    - Uhca Luftföroreningar
    - Uhcb Vattenföroreningar
    - Uhcc Markföroreningar
    - Uhcd Förorenande ämnen
    - Uhch Föroreningskällor

  - Uhe Naturskydd
  - Uhf Naturskydd: växter
  - Uhg Naturskydd: djur